# Eurybia spinulosa
Eurybia spinulosa là một loài thực vật có hoa trong họ Cúc. Loài này được (Chapm.) G.L.Nesom mô tả khoa học đầu tiên năm 1995.